# Abre los ojos (canción de Kudai)
Abre los ojos es la canción número 11 del disco Nadha.

## Abre los ojos
Es la canción de apertura de varios conciertos de Kudai en 2008.

## Canción
Se presumía que sería el 5.º el sencillo promocional de "Nadha", pero no tuvo la aceptación que "Disfraz", "Cicatriz" o 
"Abrázame" para serlo, el tema de la canción según Koko Stambuk y Carlos Lara es el autoestima.
La historia central narraría a 2 jóvenes ocultando una imagen uno del otro tratando de que abran los ojos porque ninguno de los 2 se quieren pero están juntos porque le conviene pero cuando la chava lo descubre empieza el lío.
Esta canción ha servido de apertura para algunos conciertos desde 2008.

## Vídeo
Abre los ojos no tuvo video ya que se presentó como 4.º sencillo a Disfraz
un video parte de su presentación en el Boombox en vivo de la cadena Boomerang.
Además su poca aceptación no permite que sea sencillo oficial y se presume que Cicatriz ocuparía su lugar,
aunque el receso que Kudai se tomará no permite la promoción de un 5.º sencillo.

## Mensaje altruista
El mensaje que da esta canción es respecto al autoestima.